# إيغور مونتيانو
إيغور مونتيانو (بالرومانية: Igor Munteanu)‏ هو صحفي مولدوفي، ولد في 10 أغسطس 1965 في Costuleni, Ungheni ‏ في مولدوفا.